# Sara Rey Álvarez
Sara Rey Álvarez (1894 - 1949) fue una intelectual, escritora, feminista y política uruguaya de principios del siglo XX, fundadora del Partido Independiente Demócrata Feminista.  

## Biografía
Estudió filosofía en el 'Institut de Hautes Études' de Bruselas, y psicología en la Universidad de Londres. Escribió novelas realistas, mostró distintas facetas del mundo moderno especialmente las relaciones humanas.
En Bruselas publicó un estudio sobre "Psicología diferencial de los sexos". Al regresar a su país natal, dictó cursos en la Facultad de Derecho y Psicología. En 1944 publicó un ensayo llamado "Antinomia de la convivencia humana", donde mostró variados aspectos de este problema: sociales, culturales y económicos.

### Ámbito político
Fue una militante feminista. Luchó por los derechos de la mujer participando en la Alianza Uruguaya de Mujeres, llegando a ser su secretaria general. Cuando en 1932 se aprobó la ley de sufragio femenino, fundó en 1933 el Partido Independiente Demócrata Feminista, partido feminista que abogaba por la defensa de los intereses de las mujeres. En las elecciones de 1938 presentó una lista a diputados integrada casi totalmente por mujeres, lista que ella encabezó.
Si bien promovían el deseo de colaboración social y cívica entre hombres y mujeres, postulaban que un hombre no puede entender ciertas experiencias de las mujeres, por lo que no es el más apto para representar algunos de sus intereses como género. De allí su postura de fundar un Partido Político, de modo de hacer llegar su voz al Parlamento, especialmente con asuntos que requieren su accionar como mujeres. 
Dentro del Partido Independiente Democrático Feminista, desarrolla un programa de acción social amplia, por ejemplo, licencia maternal, el derecho del padre a participar en la educación de los niños, el acceso a la misma profesión civil y reglamento de trabajo de las mujeres, salario mínimo para todas las personas trabajadoras, protección estatal de las infancias con base científica, entre otras.
Si bien se opuso al golpe de Estado de Gabriel Terra y la siguiente dictadura de facto, participa en la política permitida por él. Esta es una de las razones para el desacuerdo que ocurren entre ella y Paulina Luisi, que deriva en  la creación de la Partido Feminista.

## Obras
- 1932, Introducción a la psicología
- 1936, Proyecciones[2]
- 1942, Refugio en el bullicio. Obra premiada por el Ministerio de Instrucción Pública en 1941
- 1944, Antinomias de la convivencia humana
- 1947, Curso elemental de filosofía